# Mette Davidsen
Mette Davidsen, född 26 juni 1976 i Bergen, är en norsk handbollsspelare, mittnia. 

## Karriär

### Klubblagsspel
Davidsen var i unga år medlem i Åsane IL. 16 år gammal 1992 bytte hon klubb till det norska topplaget Tertnes IL. År 1996 började hon spela för den österrikiska toppklubben Hypo Niederösterreich och spelade två säsonger för dem. År 1998 kom hon tillbaka till Tertnes och var centralgestalt då laget 2000 nådde finalen i EHF-cupen, ett finalspel som slutade med uddamålsförlust mot spanska klubben Mislata. Det var höjdpunkten i hennes klubbkarriär. Året efter var hon meniskskadad hela säsongen och 2002 till 2006 spelade hon inte handboll. År 2006 gjorde hon comeback i Tertnes och blev året efter cheftstränare i klubben. Hon fortsatte spela till 2009 men då  slutade hon definitivt.

### Landslagsspel
Höjdpunkten i landslagskarriären var VM-titeln 1999 med Norges damlandslag i handboll. Hon vann silver vid VM 1997 och brons vid VM 1993. Hon är  europamästare från 1998 efter att ha besegrat Danmark i finalen, och hon fick en silvermedalj i EM 1996. Mette Davidsen spelade 148 matcher för Norge under sin karriär och stod för 256 mål i landslaget.

### Utmärkelser
- Årets idrottare i Hordaland och Sogn och Fjordane 1998
- Bergens kommuns idrottspris 1999